# 4º Reggimento carabinieri a cavallo

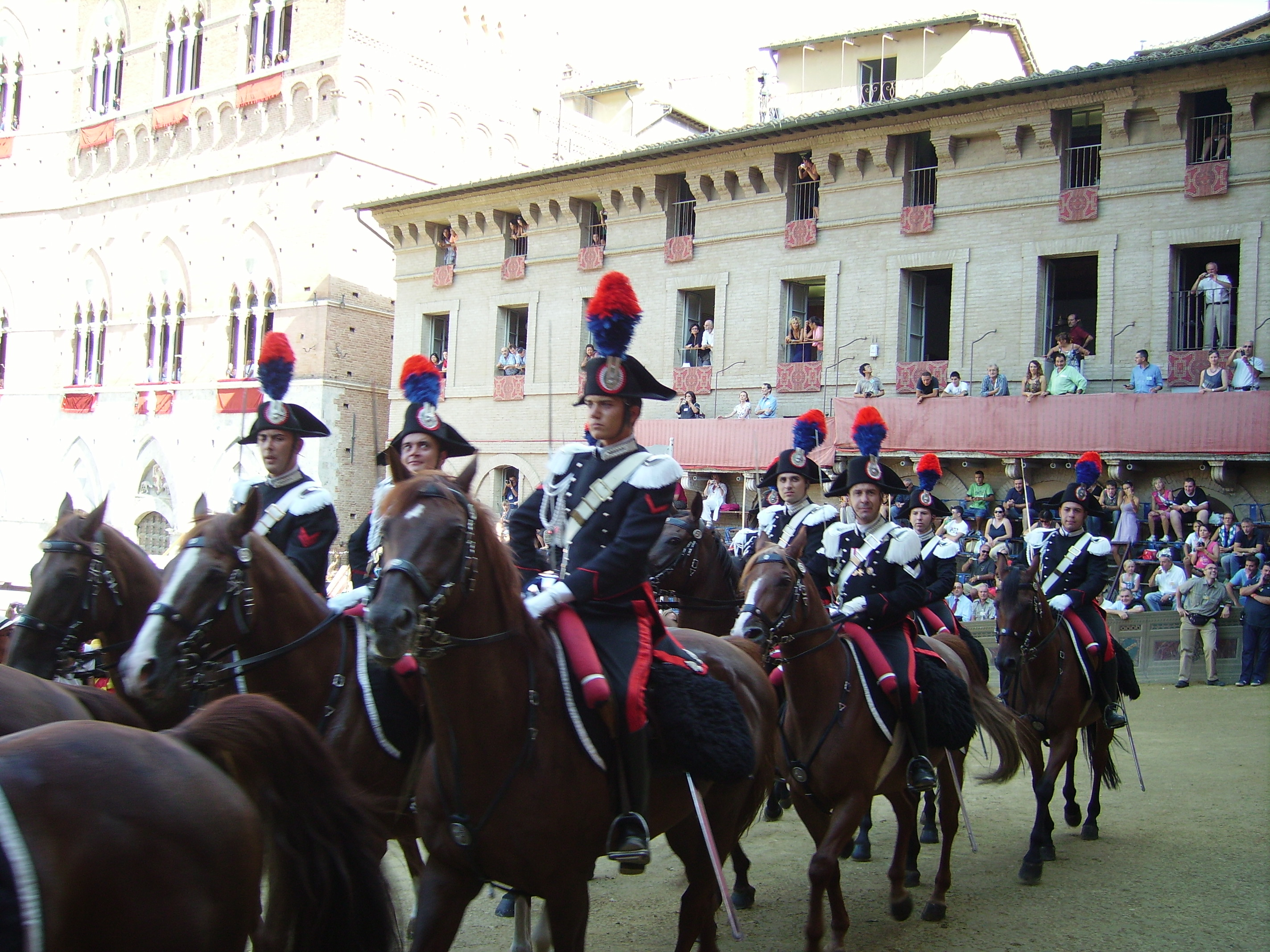
Carabinieri a cavallo in alta uniforme

Il 4º Reggimento carabinieri a cavallo è stato istituito il 1º aprile 1963 nell'ambito di una riorganizzazione dell'Arma dei Carabinieri.
Il Comando del 4º Reggimento, retto attualmente dal Colonnello Alessandro Barone, (il 24º comandante) ha la sua sede presso la caserma Salvo D'Acquisto a Roma, fa parte delle unità mobili e specializzate dell'Arma ed è alle dipendenze della 1ª Brigata mobile.

## Storia
Eredi delle tradizioni equestri dell'Arma, i carabinieri a cavallo sono stati protagonisti dei maggiori fatti d'arme fin dal 1815 a Grenoble; prima battaglia a cui prese parte l'allora Corpo dei Carabinieri Reali; noti sono gli Squadroni da Guerra che, assegnati alla protezione del re Carlo Alberto durante la prima guerra di indipendenza, a Pastrengo il 30 aprile 1848 salvarono il sovrano dagli austriaci, mettendo in atto quella che è passata alla storia come l'eroica carica di Pastrengo. Per l'epico fatto, il re Vittorio Emanuele III concesse alla bandiera di guerra la prima medaglia d'argento al valor militare.
Nella prima guerra mondiale furono i primi ad entrare in Gorizia liberata. Nel secondo conflitto mondiale i carabinieri a cavallo parteciparono su tutti i fronti, fino alla difesa di Roma, alla Magliana, nel settembre 1943.
In ricordo degli eventi di Pastrengo il 30 aprile 1963, in occasione del 115º anniversario del fatto d'arme, il presidente della repubblica ha concesso al reparto lo stendardo di guerra.
Il 4º Reggimento carabinieri a cavallo è l'unico reparto interamente montato delle forze armate italiane. Nell'ambito delle ristrutturazioni ordinative dei reparti mobili dell'Arma, il 1º aprile 1963 fu costituito il 4º Reggimento carabinieri a cavallo, inquadrato nell'XI Brigata meccanizzata carabinieri ed articolato su squadrone comando, squadrone motoblindato, 1º Gruppo squadroni “Pastrengo”, 2º Gruppo squadroni allievi e centro ippico.
Il 15 giugno 1965 la configurazione ordinativa venne modificata attraverso il passaggio di dipendenza alla Legione allievi di Roma del Gruppo squadroni allievi e l'acquisizione dei tre gruppi squadroni territoriali di Milano, Cagliari e Palermo, che assunsero la denominazione di 2º, 3º e 4º Gruppo Squadroni.
Dal 1º gennaio 1966 il Centro ippico carabinieri passò alle dipendenze del Comando generale per essere sciolto l'anno successivo, quando le sezioni che lo componevano vennero inserite nel centro preolimpionico di Montelibretti. Nel 1968 vennero soppressi lo Squadrone motoblindato ed i gruppi squadroni di Milano, Cagliari e Palermo.
Il 10 marzo 1976 il Reggimento fu articolato su un reparto comando, un gruppo squadroni ed un centro ippico. Il 1º settembre 1977 la denominazione venne modificata in “Reggimento carabinieri a cavallo” ed il centro ippico fu riconfigurato con due sezioni: addestramento e corsi, perfezionamento e rimonta.
Dal 1º ottobre 2007 il Reggimento ha ripristinato l'antica denominazione di “4º Reggimento carabinieri a cavallo”.
Nel marzo del 2012 il Ministero della difesa ha concesso la croce di bronzo al merito dell'Arma dei Carabinieri.

## Il carosello
Il Gruppo Squadroni esegue il carosello storico dei carabinieri, a dimostrazione dell'addestramento raggiunto dai cavalieri dell'Arma. Il carosello è un alternarsi ritmico di figure complesse e non prive di un certo rischio, deriva dagli antichi tornei equestri medioevali.
Il primo carosello risale invece al 3 maggio 1883, si svolse a Roma in occasione delle nozze tra Tommaso di Savoia ed Isabella di Baviera in piazza di Siena a villa Borghese a Roma. Il carosello attuale viene eseguito per la conclusione dello Concorso Ippico Internazionale di Roma, proprio in piazza di Siena, dal 9 luglio del 1933. In quell'occasione le diverse formazioni che vi presero parte indossavano ciascuna una diversa uniforme storica dell'Arma: ciò valse all'esibizione equestre l'appellattivo di “Carosello Storico dell'Arma dei Carabinieri”.
La tradizionale esibizione del Gruppo Squadroni in Piazza di Siena, in occasione del Concorso Ippico Internazionale Ufficiale di Roma, è giunta fino ad oggi.

## Compiti
I compiti del reparto riguardano:
- la tutela dell'ordine e della sicurezza pubblica
- il controllo del territorio tramite pattugliamenti a cavallo nelle aree verdi urbane
- rastrellamento di zone impervie
- supporto ai reparti dell'Arma territoriale
- l'attività di rappresentanza e d'onore presso le sedi istituzionali
- l'attività sportiva
- addestramento e formazione del personale e cavalli

## Organizzazione
Il 4º Reggimento è attualmente costituito da:
- Ufficio comando, con un ufficiale superiore Capo Ufficio e Aiutante Maggiore, articolato su tre sezioni, (segreteria e personale, operazioni, logistica);
- Squadrone Comando e Servizi, con tre squadre: Servizi, Trasporti e Mascalcia;
- Gruppo squadroni "Pastrengo", articolato su due squadroni, il primo con cavalli di colore, (dal mantello sauro, baio e morello) ed il secondo, con cavalli dal mantello grigio.

Dal gruppo squadroni dipende anche la Fanfara a Cavallo.
- Centro Ippico
- Infermeria Quadrupedi

In campo agonistico, si ricordano i numerosi risultati sportivi dei cavalieri dell'Arma come il generale di divisione (del Ruolo D'onore) Raimondo D'Inzeo già comandante del Gruppo squadroni, pluricampione del mondo ed olimpico, ed altri cavalieri come il generale Giancarlo Gutierrez, i colonnelli Sergio Giannone, Gigi Pertusi, Giorgio Fassone, Tullio Todini, Giuseppe Pagot, Alessandro de Lorenzo, Renato Natale, Amos Cisi, Norberto Capozzella e i marescialli Antonio Oppes, M. Vagnarelli e Dino Costantini.
Il Reggimento svolge anche riprese d'equitazione per i figli dei militari dell'Arma e provvede alle sedute di ippoterapia in favore di associazioni per disabili.

## Comandanti del reggimento
| Grado                    | Nome                          | Periodo     |
| ------------------------ | ----------------------------- | ----------- |
| colonnello m.b.v.m       | Gaetano del Porto             | 1963 - 1965 |
| colonnello m.a.v.m. t.sg | Romolo Dalla Chiesa           | 1965 - 1969 |
| colonnello m.b.v.m.      | Giovanni Piantoni             | 1969 - 1972 |
| colonnello               | Francesco lo Sardo            | 1972 - 1976 |
| colonnello t.sg          | Riccardo Agnetis              | 1976 - 1977 |
| colonnello t.sg          | Cesare Vitale                 | 1977 - 1979 |
| ten. colonnello          | Giancarlo Gutierrez           | 1979 - 1980 |
| colonnello               | Michele Schettino             | 1980 - 1983 |
| colonnello               | Leo della Porta               | 1983 - 1984 |
| colonnello               | Attilio Vittorioso            | 1984 - 1987 |
| colonnello t.s.f.p.      | Sergio Giannone               | 1987 - 1990 |
| colonnello t.s.f.p.      | Antonio d'Errico              | 1990 - 1992 |
| colonnello               | Norberto Capozzella           | 1992 - 1998 |
| colonnello               | Adrio Petraccini              | 1998 - 2000 |
| colonnello t.s.g.        | Antonio Ricciardi             | 2000 - 2002 |
| colonnello               | Flavio Garello                | 2002 - 2005 |
| colonnello               | Giorgio Dino Guida            | 2005 - 2007 |
| colonnello               | Francesco Ferace              | 2007 - 2010 |
| colonnello               | Francesco Azzaro              | 2010 - 2013 |
| colonnello               | Gianni Massimo Cuneo          | 2013 - 2016 |
| Gen.B.                   | Paolo Galvaligi               | 2016 - 2018 |
| colonnello               | Stefano Caporossi             | 2018 - 2021 |
| Gen.B.                   | Francesco Maria Chiaravalloti | 2021 - 2023 |

## Onorificenze
Il Ministero della Difesa ha concesso al 4º Reggimento a Cavallo la Croce di Bronzo al Merito dell'Arma dei Carabinieri.

## Mascotte
La mascotte della Fanfara del IV Reggimento a Cavallo è da sempre una cagnolina che accompagna in tutti gli eventi il gruppo musicale. La prima fu Trombetta, di piccola taglia, trovatella nell'ippodromo di Agnano durante una trasferta musicale e negli anni successivi premiata a Camogli durante l'annuale Festa della Fedeltà dedicata ai cani più meritevoli. Dal 1989 subentra Birba per dieci anni, venne a mancare nel 1999. Fu quindi la volta di Lady, cagnolina di razza incerta e dal 2014 è il turno di Briciola in servizio con mantellina rossa e fregi dell'Arma.